# آریل هالید

وانکومایسین، یک آنتی بیوتیک مهم است که جز آریل کلریدها دسته بندی می‌شود..

آریل هالیدها(به انگلیسی: Aryl halide) دسته‌ای از ترکیبات آروماتیک است که در آن یک هالوژن به طور مستقیم به یک حلقه بنزنی متصل شده باشد.آریل هالیدها بر خلاف آلکیل هالیدها به واکنش جانشینی هسته دوست مقاوم اند.تا پیش از سال ۱۹۵۳ تصور بر این بود که این دسته از مواد آلی تنها یک واکنش ضعیف دارند اما بعدها تعداد این واکنش‌ها بیشتر شد ولی همچنان مطالعه عمده در مورد واکنش‌های مهم و اصلی این گروه از ترکیبات آلی متمرکز شده است و برخی از واکنش‌های خاص آن ناشناخته است.

## تهیه
- روش اول هالوژن دار کردن مستقیم حلقه بنزنی است.

- روش دوم استفاده از واکنش سندمیر است که در آن با جانشین کردن نیتروژن در یک نمک دی آزونیوم، آریل هالید مربوطه تولید می‌شود.